# Guillaume Le Braz
Pour les articles homonymes, voir Bras.
Guillaume Le Braz est un ingénieur du son de cinéma français. Il a dirigé les prises de son des Chansons d'amour (2007).

## Filmographie
- 2004 : Aaltra de Gustave Kervern et Benoît Delépine (mixage)
- 2006 : Avida de Gustave Kervern
- 2006 : A Perfect Day de Joana Hadjithomas et de Khalil Joreige
- 2007 : Les Chansons d'amour de Christophe Honoré
- 2008 : Louise-Michel de Gustave Kervern et Benoît Delépine
- 2011 : Requiem pour une tueuse de Jérôme Le Gris
- 2012 : Le Grand soir de Gustave Kervern et Benoît Delépine
- 2013 : La Stratégie de la poussette, de Clément Michel
- 2016 : En moi de Laetitia Casta
- 2019 : Le Daim de Quentin Dupieux
- 2024 : Le Deuxième Acte de Quentin Dupieux
- 2024 : Marcello mio de Christophe Honoré